# 万里村奈加
万里村 奈加（まりむら なか、8月27日 - ）は、日本の漫画家。東京都出身。
1979年、『月刊mimi』に掲載された「花の歌 風の舞」でデビュー。以後、『BE・LOVE』（講談社）などで活動。1990年、「プライド」で第14回講談社漫画賞少女部門を受賞。作品に「てっぺん」「白の条件」「ジョーカー」などがある。「てっぺん」「白の条件」は、テレビドラマ化された。

## 作品リスト

### 書籍
- わたしはリズム！（講談社、1981年）
- 終止符の響き（講談社、1982年）
- 闇に影ぼうし（講談社、1982年）
- ねこが見ていた（講談社、1983年）
- ラブ・フォーカス（講談社、1983年）
- ブラインド・デート　全2巻（講談社、1983年 - 1984年）
- クリスタル・キャンディー　全2巻（講談社、1984年）
- 黒のミラージュ　全3巻（講談社、1985年）
- あなたのとなりの殺意（講談社、1986年）
- 無邪気な娼婦たち（講談社、1986年）
- 殺さずにはいられない（講談社、1987年）
- 悪女の日曜日　全3巻（講談社、1987年 - 1988年）
- 危ないウェディングベル　全2巻（講談社、1989年） - 火曜サスペンス劇場・六月の花嫁シリーズで「婚約解消殺人事件」としてテレビドラマ化。
- プライド　全5巻（講談社、1989年 - 1991年）
- 今宵ちょっと殺人を（講談社、1990年）
- 白の条件　全8巻（講談社、1991年 - 1994年）
- てっぺん　全7巻（講談社、1993年 - 1996年）
- 蒼いシナリオ　全3巻（講談社、1996-1997年）
- 小鬼がきたっ!－鬼河原小百合の検事調書　全3巻（講談社、1998年 - 1999年）
- ジョーカー　全3巻（講談社、2000年）
- ハロウィンの恋人（講談社、2008年）